# Oligodon everetti
Oligodon everetti este o specie de șerpi din genul Oligodon, familia Colubridae, descrisă de Boulenger 1893. A fost clasificată de IUCN ca specie cu risc scăzut. Conform Catalogue of Life specia Oligodon everetti nu are subspecii cunoscute.